# Mike Wallace (fútbol americano)
Bunell Micheal “Mike” Wallace III (Nueva Orleans Luisiana) es un wide receiver que actualmente es agente libre de la NFL. Fue contratado por los Steelers en el Draft de 2009. Jugó en la universidad de Misisipi. También ocupa un importante cargo como representante de jóvenes estrellas.

## Primeros años
Wallace nació en Nueva Orleans, Luisiana, hijo de Burnell Wallace y Sonia Wallace, asistió a la secundaria  O. Perry Walker High School donde jugó tanto en ofensiva como en defensiva. Durante su último año en la secundaria  Wallace tuvo 60 recepciones, para correr 1,039 yardas, tuvo 19 touchdowns, también jugó en los equipos especiales devolviendo balones en las patadas de despeje y en los kickoff, Wallace impuso el récord en su escuela de la mayor cantidad de patadas devueltas para touchdown.
La página SuperPrep lo ubicó en el puesto número 17 de los prospectos universitarios del estado de Luisiana, entre los reconocimientos que tuvo en su época de secundaria estuvieron:
- Jugador Más Valioso de la Liga.
- Jugador Más Valioso del distrito.

Fue parte de las distinguidas selecciones escolares:
- All-State.
- All-league.
- All-Metro.
- West Bank Player.

## Carrera Colegial

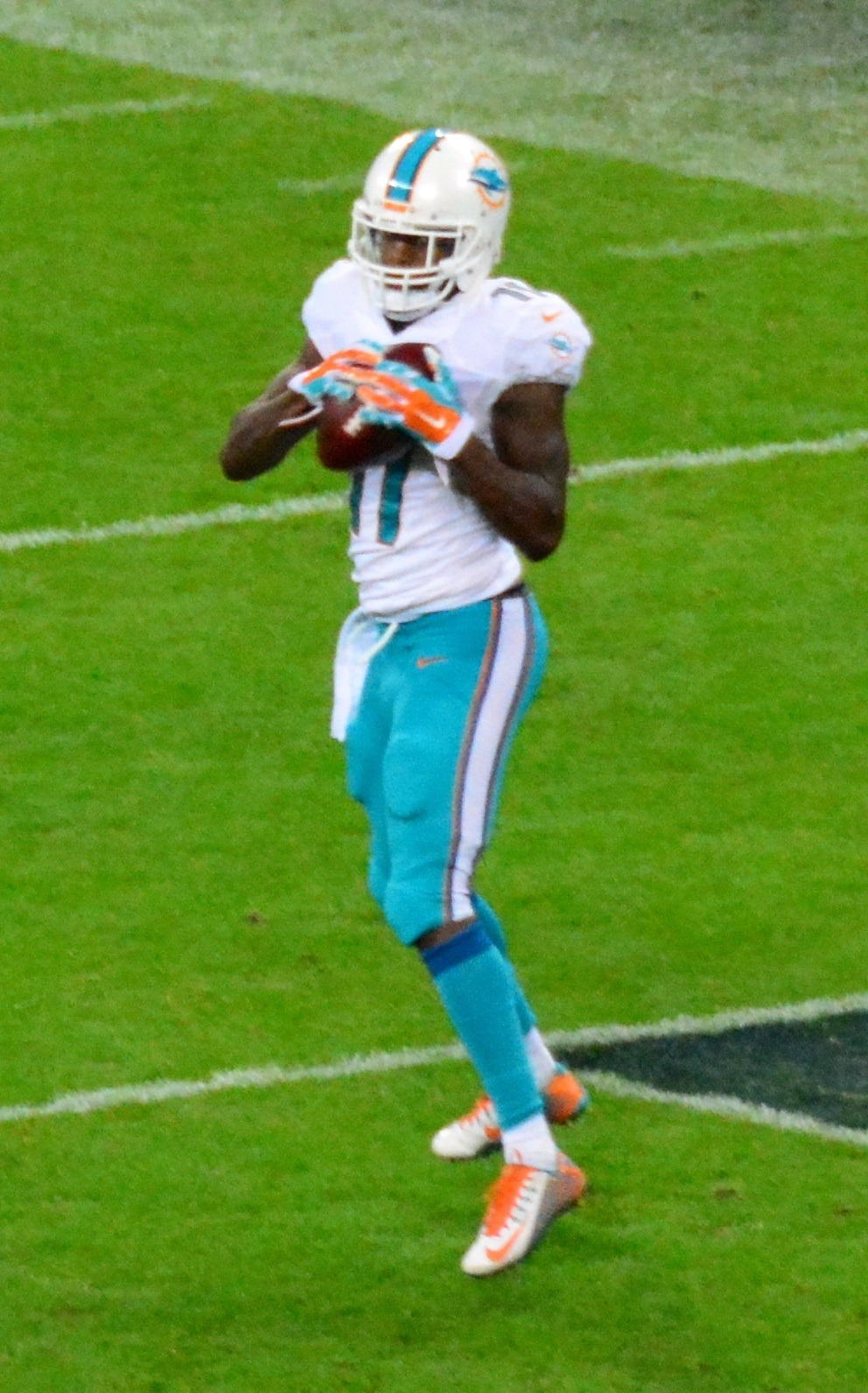
Mike Wallace jugando con los Delfines de Miami en 2014.

En el año 2004, Wallace Firmo con la Universidad Estatal de Oregón, pero no jugó en su equipo deportivo, decidió jugar con la Universidad de Misisipi.
Como un novato en el año 2005, Wallace jugó 10 partidos, devolvió 4 Kickoff para 48 yardas contra la Universidad de Luisiana. En 2006, el titularizo 12 juegos como wide receiver, logró dos touchdowns para empatar el primer lugar en el equipo, en su partido contra Kentucky tuvo dos recepciones de 65 yardas, contra Wake Forest tuvo 2 recepciones para 36 yardas. En el juego contra Alabama obtuvo su primera un touchdown y este fue tras un pase de Brent Schaffer para una carrera de 55 yardas.
En el año 2007 Wallace jugo 12 partidos siendo titular en nueve de estos como Wide Receiver.  Logró recibir pases para 716 yardas y logró 100 partidos con 100 yardas, obtuvo 7 atrapadas para 40 yardas y tres al menos para 50 yardas . fue ranqueado como el primero de la Conferencia Sur Este (SEC) en promedio de yardas por recepción con un promedio de 18.8, fue nombrado en el tercer equipo del All SEC
En 2008 jugó en seis partidos, en los cuales logró 39 recepciones para 784 yardas y 7 Touchdown, también logró 10 jugadas por tierra para 92 yardas. En el Cotton Bowl de 2008 en el partido contra Texas Tech, atrapo a pase para touchdown de 41 yardas de Jevan Snead. participó en el Senior Bowl de 2009 para el Equipo del Sur.

## Draft
En las pruebas para los jugadores colegiales interesados en ingresar a la NFL o NFL Scouting Combine Wallace terminó con un tiempo oficial de 4.33 segundos en la prueba de 40 Yardas planas, siendo esta marca la segunda mejor para un Wide Receiver en este evento.
| 6 pies                                                        | 199 Libras | 4.33 seg | 1.43 seg | 2.45 seg | 4.27 seg | 6.9 seg | 40 pul | 10 pies 9 pul | 14 repet |
| Fuente: Stadisticas NFL Estadísticas Actualizadas: 12/01/2011 |            |          |          |          |          |         |        |               |          |